# Parlamentswahl in Mauritius 2010
Die Parlamentswahl in Mauritius 2010 wurde am 5. Mai 2010 im Inselstaat Mauritius durchgeführt. Eine Koalition bestehend aus den Parteien Parti Travailliste (Arbeiterpartei) unter Navin Ramgoolam, Mouvement Socialiste Mauricien (Sozialistische Mauritische Bewegung) unter Pravind Jugnauth und Parti Mauricien Social-Démocrate (Mauritische Sozialdemokratische Partei) unter Xavier Duval, gewann eine Mehrheit von 41 Sitzen im Parlament. Eine von der Mouvement Militant Mauricien (Militante Mauritische Bewegung) geführte Koalition unter Paul Bérenger schnitt mit 18 Sitzen am zweitbesten ab. Die Front Solidarité Mauricienne (Solidarische Mauritische Front) gewann einen Sitz und die Mouvement Rodriguais (Rodriguische Bewegung) die verbleibenden zwei Sitze. Es handelte sich um die neunten Parlamentswahlen auf Mauritius seit dem Erlangen der Unabhängigkeit von Großbritannien 1968. Das Ergebnis bedeutete keine grundlegende Änderung der politischen Verhältnisse auf Mauritius gegenüber dem Wahlergebnissen 2005.

## Koalitionen und Gruppierungen
Die Mauritius Labour Party, die Mauritian Social Democrat Party (PMSD) und die Militant Socialist Movement (MSM) hatten für diese Wahlen gemeinsam eine Allianz mit dem Namen Alliance de L'avenir (Allianz für die Zukunft) gebildet. 62 Sitze waren insgesamt zu erringen. Ramgoolam, der Führer der Allianz, hatte für das Sitzverhältnis innerhalb der Koalitionsparteien vor der Wahl seiner eigenen Partei – auf 60 Sitze bezogen – 35 Sitze zugeteilt, während der MSM 18 zugeteilt wurden und der PMSD 7. Vor der Wahl sah es so aus, als könne Berenger den Posten des Premierministers wieder erringen, den er von 2003 bis 2005 bereits einmal innehatte. Er war damals der erste Premierminister seit der Unabhängigkeit, der nicht südostasiatischer Herkunft war.  Berenger führte seine eigene Parteienkoalition, bekannt als Alliance du Coeur (Allianz des Herzens), eine Referenz an das offizielle Logo des Mouvement Militant Mauricien, der bei weitem größten Partei der Allianz. Parteien, die ihre Basis auf der zweitgrößten Insel von Mauritius, auf Rodrigues haben, bemühten sich um die anderen beiden. Die größten Parteien dort sind Organisation du Peuple Rodriguais (Organisation des Volkes von Rodrigues) und die Mouvement Rodriguais (Bewegung von Rodrigues).

## Voraussetzungen für eine Kandidatur und Ablauf der Wahlen
62 Sitze in der Nationalversammlung wurden durch die Wahl bestimmt, weitere 8 wurden von der Wahlkommission nach einem ausgeklügelten System bestimmt, das die Balance der verschiedenen ethnischen Gruppen der Inseln wahren soll.  Die Kandidaten müssen erklären, welcher Volksgruppe (Hindu, Muslim, Chinese oder „allgemeine Bevölkerung“) sie angehören, um sich für einen Sitz bewerben zu können. 2010 weigerten sich 104 Kandidaten, das zu tun, mit dem Ergebnis, dass sie disqualifiziert wurden. 529 Kandidaten blieben so übrig. Etwa 130 ausländische Beobachter, darunter welche von der Afrikanischen Union und der Southern African Development Community, waren anwesend, um den Wahlprozess zu begleiten. Etwa 900 000 waren wahlberechtigt. Die Stimmauszählung begann am 6. Mai.  Die Wahlbeteiligung lag bei etwa 78 %, gegenüber 81,5 % bei der Wahl 2005, womit die niedrigste Wahlbeteiligung seit 1976 erreicht war.  Die Wahlkommission bezeichnete den Wahlvorgang als ordnungsgemäß, Klagen an die Kommission wurden nicht eingereicht.

## Vorwürfe von Berenguer
Die Wahlen waren geprägt von einem Vorwurf von Paul Berenger, die aktuelle Regierung habe das staatliche Fernsehen, Mauritius Broadcasting Corporation, missbraucht, um Wähler zu beeinflussen. Er klagte seine politischen Konkurrenten auch vor dem Hintergrund, dass er selbst Teil der franco-mauritischen Minderheit ist, des „Kommunalismus“ an, also der Tendenz, nur einzelne (ethnische) Gruppen der Gesellschaft anzusprechen, um deren Stimmen zu bekommen. Die hauptsächlich den Wahlkampf bestimmenden Themen waren die Wirtschaft und die Reform der Verfassung, Betrug, Korruption, Drogenhandel und ethnische Spaltung.
Paul Berenger erkannte den Sieg der Allianz für die Zukunft mit 49,31 % zwar an, erhielt aber den Vorwurf aufrecht, dass die Wahlen nicht frei und fair gewesen seien. Seine Niederlage sei u. a. der Voreingenommenheit der Berichterstattung des staatlichen Fernsehens, dem „Kommunalismus“, dem Wahlsystem und der besseren finanziellen Ausstattung seiner politischen Gegner geschuldet. Er erklärte sich aber bereit, mit der Regierung an der Reform des Wahlsystems zu arbeiten, das dazu geführt hatte, dass seine Allianz trotz 43 % der Stimmen nur 18 von 62 Sitzen erhalten hatte.

## Das „Bester-Verlierer-System“: Verteilung der zusätzlichen Sitze
Am 7. Mai entschied die Wahlkommission nach einem auch „Bester-Verlierer-System“ genannten Verfahren gemäß den Angaben der nicht gewählten Kandidaten über ihre religiöse und ethnische Zugehörigkeit, darüber, wer die zusätzlichen acht Sitze in der Nationalversammlung einnehmen sollte. Ungewöhnlicherweise wurden allerdings statt 8 nur 7 Kandidaten ernannt. Nach dem üblichen Verfahren wurden vier „Beste-Verlierer-Sitze“ an die Kandidaten verteilt, die zwar nicht gewählt worden waren, aber die höchste Zahl an Stimmen ihrer politischen Partei erreicht hatten. Gleichzeitig mussten sie die „richtige“ Religion bzw. ethnische Zugehörigkeit haben, um die Balance innerhalb des Parlamentes in dieser Hinsicht zu wahren. 4 weitere Sitze wurden dann so vergeben, dass das Ergebnis der Wahl nicht verändert wurde. Die „Allianz der Zukunft“ erhielt so vier Sitze, während die „Allianz des Herzens“ zwei zusätzliche Sitze zugesprochen bekam. Während die Wahlkommission kein Problem hatte, einen Sitz an einen Kandidaten der Organisation du Peuple Rodriguais zu vergeben, hatten sie Schwierigkeiten mit der Vergabe des 8. Sitzes, der normalerweise an einen Vertreter der Sino-Mauritische Minderheit aus einer der übrigen zwei Parteien ging. Da aber weder die Partei Front Solidarité Mauricienne  noch die Partei Mouvement Rodriguais einen Kandidaten aus dieser ethnischen Gruppe aufgestellt hatte, blieb der achte Platz unbesetzt.
Beobachter der Afrikanischen Union kamen zu widersprüchlichen Einschätzungen darüber, ob das „Bester-Verlierer-System“ den nationalen Zusammenhalt stärkt oder nicht. Sie bewerteten die Wahlen insgesamt als „frei und fair“.

## Ergebnisse
- Allianz der Zukunft: 45
- Allianz des Herzens: 20
- Bewegung von Rodrigues: 2
- Solidarische Mauritische Front: 1
- Organisation des Volkes Rodrigues: 1

| Parteien und Allianzen | Stimmen   | %      | Sitze | Zusätzliche Sitze | Sitze gesamt |
| --- | --------- | ------ | ----- | ----------------- | ------------ |
| Alliance de L’Avenir (Allianz der Zukunft) - Parti Travailliste (Arbeiterpartei) - Parti Mauricien Social-Démocrate (Mauritische Sozialdemokratische Partei) - Mouvement Socialiste Mauricien (Sozialistische Mauritische Bewegung)     | 1 001 903 | 49,69  | 41    | 4                 | 45           |
| Alliance du Coeur (Allianz des Herzens) - Mouvement Militant Mauricien (Militante Mauritische Bewegung) - Union Nationale (Nationale Union) - Mouvement Mauricien Socialiste Démocrate (Mauritische Sozialistisch-demokratische Partei) | 847 095   | 42,01  | 18    | 2                 | 20           |
| Front Solidarité Mauricienne (Solidarische Mauritische Front) | 51 161    | 2,54   | 1     | —                 | 1            |
| Mouvement Rodriguais (Bewegung von Rodrigues) | 20 933    | 1,04   | 2     | —                 | 2            |
| Organisation du Peuple Rodriguais (Organisation des Volkes von Rodrigues) | 18 815    | 0,93   | —     | 1                 | 1            |
| Total (Wahlbeteiligung ~78%) | 2 016 427 | 100,00 | 62    | 7                 | 69           |
| Quelle: |           |        |       |                   |              |

Von den 62 Sitzen gingen 10 an Frauen:.
Für die gewählten Abgeordneten siehe die Liste der Mitglieder der Nationalversammlung von Mauritius (2010–2014).